# Jenkinsville
Jenkinsville est une ville située dans le comté de Fairfield, dans l’État de Caroline du Sud, aux États-Unis. Lors du recensement de 2020, elle comptait 40 habitants.